# Oliviero Fabiani
Oliviero Fabiani (Roma, 13 luglio 1990) è un allenatore ed ex giocatore italiano di rugby a 15, attivo nel ruolo di tallonatore e dieci volte internazionale; dal 2024 è assistente allenatore alla mischia nel Colorno, suo ultimo club da giocatore.

## Biografia
Nato a Roma nel 1990, si è formato rugbisticamente tra le giovanili di Primavera e, a seguire, S.S. Lazio.
Giocatore dell'Italia a sette nel 2012, giunse alla franchise delle Zebre dopo 4 stagioni di prima squadra alla Lazio.
Con l'Italia Emergenti disputò la Tbilisi Cup 2015 e, nel corso del Sei Nazioni 2016, esordì con l'Italia maggiore a Dublino contro l'Irlanda.
A livello internazionale fece parte della squadra italiana alla Coppa del Mondo 2019 in Giappone.
Terminato il contratto con le Zebre, dal 2022 milita nel Colorno, club con cui alla prima stagione è giunto fino alla semifinale di campionato.